# 冯兰洲
冯兰洲（1903年6月24日—1972年1月24日），英文名Feng Lan-chou，山东临朐人，中国昆虫学家。1929年毕业于山东济南齐鲁大学医正科，并获加拿大多伦多大学授予的医学博士学位。中国医学科学院寄生虫病研究所教授、所长。确定了中国疟疾和丝虫病的主要蚊虫媒介。1957年选聘为中国科学院院士（学部委员）。